# 迦南 (新罕布什爾州普查規定居民點)
迦南（英語：Canaan）是位於美國新罕布什爾州格拉夫頓縣的普查規定居民點。

## 人口
根據2020年美國人口普查的數據，迦南的面積為1.77平方千米，皆為陸地。當地共有人口442人，而人口密度為每平方千米249.72人。